# José Luis Ablanedo Iglesias
José Luis Ablanedo, més conegut com a Ablanedo I, (Mieres, 22 d'agost de 1962) és un futbolista asturià, ja retirat, que jugava com a defensa. És germà del també sportinguista Ablanedo II.
Després de passar pels equips inferiors de l'Sporting de Gijón, Ablanedo debuta amb el primer equip jugant un partit a la lliga 83/84. No seria, però, fins dos anys després quan pujaria definitivament a l'Sporting de la màxima categoria.
La temporada 86/87 es fa amb la titularitat a la defensa sportinguista, jugant fins a 43 partits i marcant 4 gols. Va ser peça clau del conjunt asturià de finals de dècada, fins que la seua aportació va començar a decaure a la 89/90.
Després d'una breu estada al RCD Espanyol (cinc partits la temporada 91/92), Ablanedo va perdre definitivament el lloc a l'onze titular. Tot i això, va romandre dos anys més, fins a l'estiu de 1994, quan va cloure la seua trajectòria. En total, va sumar 183 partits a primera divisió, amb set gols.